# 시다촌
시다촌(志田村)은 미야기현 시다군에 설치되었던 촌이다. 현재의 오사키시에 해당한다.

## 연혁
- 1889년 4월 1일 - 1889년 4월 1일 - 정촌제 시행과 함께 시다군 시다촌이 성립하였다.
- 1950년 12월 15일 - 시다군 아라오촌·구리하라군 미야자와촌과 함께 시다군 후루카와초에 편입.후루카와정은 같은 날자로 시로 승격하였다.

## 교통

### 철도
- 센다이 철도
- 국철 리쿠토 선

※ 개업 당시엔 나카신다정에의 가장 가까운 역. 후 센다이 철도가 나카신다정에 가미나카신다 역을 개업하여, 합병 후의 1957년 4월 1일, 니시후루카와 역으로 개칭하였다.